# 摩納哥—俄羅斯關係
摩纳哥-俄罗斯关系是摩纳哥公国与俄罗斯联邦之间的双边关系。

## 历史
两国的关系可以追溯到摩纳哥亲王查理三世和俄罗斯沙皇亚历山大二世的统治时期。在此期间，两国签署了许多条约和协定，包括引渡罪犯、相互法律援助、承认人民的民事地位和医疗援助。1858年在摩纳哥设立圣夏尔勋章后，沙皇亚历山大二世成为第一个被授予摩纳哥勋章的皇室成员。1877年，查理三世任命让·普朗彻为摩纳哥驻圣彼得堡领事。
1917年俄国革命后，两国关系中断。在1993年摩纳哥加入联合国之前，摩纳哥并未与苏联建立外交关系，但两国通过苏联驻巴黎大使馆和法国驻莫斯科大使馆保持联系。

## 摩纳哥与俄罗斯联邦的关系

### 外交关系
摩纳哥和俄罗斯联邦于1996年7月建立了领事关系。2002年，兰尼埃三世亲王任命尼古拉·奥尔洛夫为摩纳哥驻圣彼得堡荣誉领事，阿尔贝二世于2003年7月31日前往圣彼得堡主持了荣誉领事馆的揭幕仪式。2006年4月13日，俄罗斯总统普京签署总统令，指示俄罗斯外交部与摩纳哥外交部开始谈判，以建立两国全面外交关系。2006年7月11日，俄罗斯和摩纳哥驻巴黎大使馆换文后，两国宣布建立了外交关系。2007年3月16日，亚历山大·阿列克谢耶维奇被任命为俄罗斯驻摩纳哥大使，同时他也被任命为俄罗斯驻法国大使。两国于2007年4月10日正式建立外交关系。

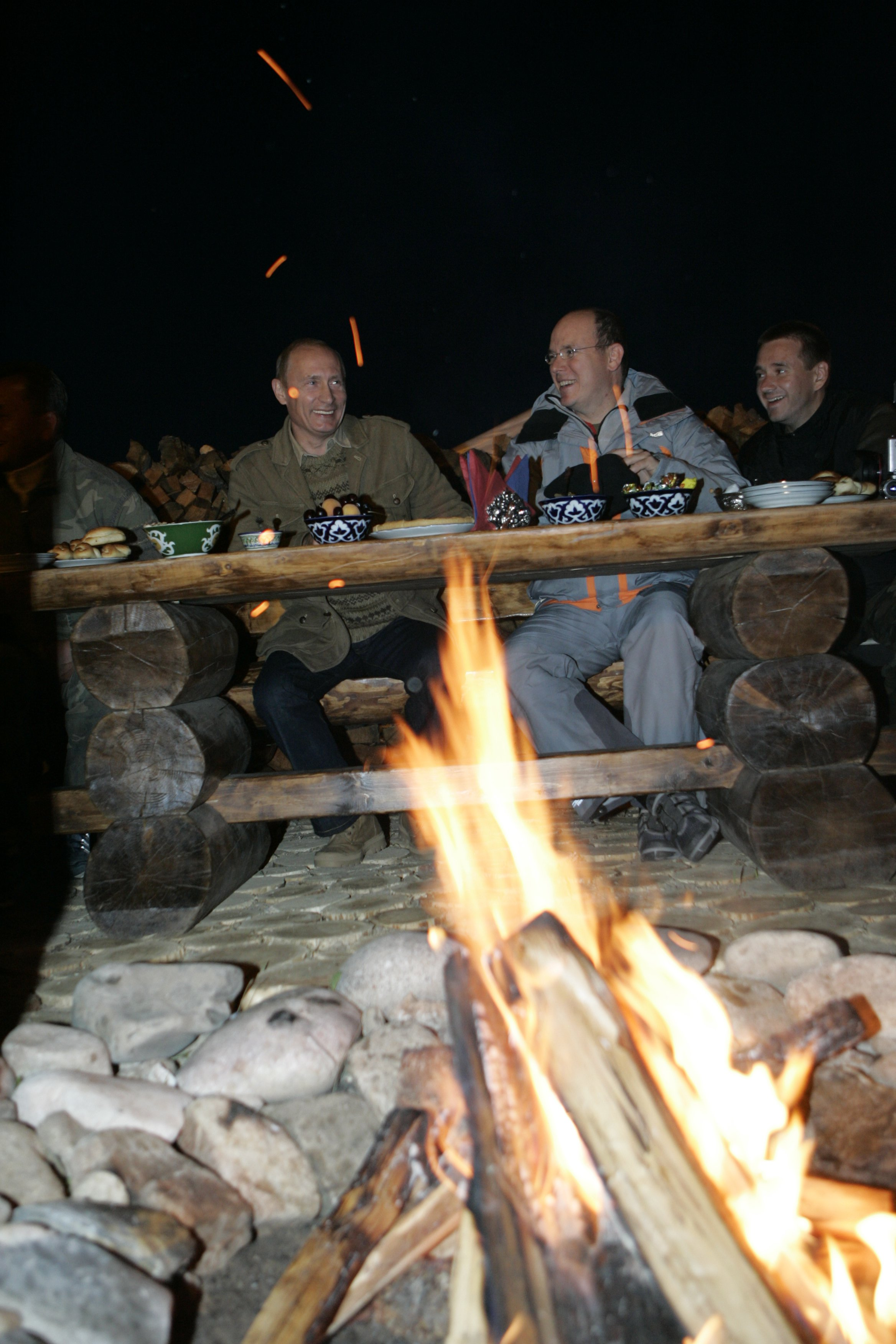
2007年，普京和阿尔贝二世访问图瓦。

现任俄罗斯驻摩纳哥大使是亚历山大·奥尔洛夫，由俄罗斯总统德米特里·梅德韦杰夫于2008年12月1日任命。2009年3月24日，常驻在巴黎的奥洛夫在摩纳哥亲王宫向摩纳哥亲王阿尔贝二世递交了国书。现任摩纳哥驻俄罗斯大使克劳德·乔丹在柏林有住所，他于2009年6月12日在莫斯科向俄罗斯外交部副部长弗拉基米尔·铁托夫递交了国书。

### 政治关系
2007年8月12日，俄罗斯总统普京在圣彼得堡的彼得霍夫宫接待了阿尔贝二世，普京感谢摩纳哥亲王对俄罗斯成功申办2014年索契冬奥会的支持。次日，两位领导人访问了中亚的图瓦，这被视为普京表达感激之情的一个标志。在图瓦期间，两位领导人参观了正在进行考古挖掘的博尔巴任要塞，并在叶尼塞河上漂流和钓鱼。在旅途中，阿尔贝收到了伊尔库茨克州州长亚历山大·蒂沙宁赠送的两只贝加尔海豹，后来它们安家于摩纳哥海洋博物馆。
阿尔贝二世的一位前顾问表示，2008年，俄罗斯官员派了一个建筑商团队前往摩纳哥，在阿尔贝二世位于蒙特卡洛后山中庄园的花园里建造了一座三居室别墅，这标志着普京和阿尔贝二世之间的友谊日益加深。

### 经济关系
摩纳哥作为避税天堂的地位使其成为俄罗斯富人最喜爱的旅游地点。目前有四家俄罗斯企业在摩纳哥境内开展业务。

#### 贸易关系
两国之间每年名义上的贸易额大约达到100万欧元。俄罗斯出口到摩纳哥的产品有食品、光学仪器以及钟表。摩纳哥向俄罗斯出口食品、服装、汽车和香水产品。

### 文化关系
摩纳哥和俄罗斯之间的文化关系可以追溯到20世纪初。1911年至1929年，谢尔盖·达基列夫的俄罗斯芭蕾舞经常在摩纳哥演出。2009-2010年，为纪念俄罗斯芭蕾舞团在摩纳哥的演出100周年，蒙特卡洛爱乐乐团为达基列夫的作品举办了音乐会，演出项目包括彼得鲁什卡、春之祭、達夫尼與克羅伊、舍赫拉查达和火鸟。路易·诺塔里图书馆也将举办一个关于达基列夫和他的剧团展览。
自苏联解体以来，俄罗斯各大著名文化组织，包括莫斯科大剧院芭蕾舞团、马林斯基芭蕾舞团、亚历山德罗夫红旗歌舞团等，都曾到摩纳哥巡演。